# 北京浮生记
《北京浮生记》是郭祥昊用C++開發的角色扮演遊戲，遊戲於2001年2月在網絡上免費公開，2012年在GitHub上以GPLv2開源。在遊戲中玩家扮演一個北漂青年，為了還債需要在40天內在北京當地使用各種手段賺錢致富。

## 遊戲系統
《北京浮生記》採用角色扮演遊戲的遊玩方式，玩家在遊戲中扮演北漂青年。主人公在開始時只有2000元的資產，並欠債5500元，債務每天以10%的利率增加，玩家必須在40天的期限內還清債務並登上北京富人排行榜，無法還清債務，主角會被債主找人揍，遊戲結束。遊戲的主要玩法是，利用各地的價格差，倒賣產品獲利，也可以販賣盜版偽劣產品獲利，如盜版光盤、禁書、假酒等，期間遊戲會隨機出現各類事件，包括影響商品價格的商業事件，影響主角健康的健康事件和減少持有資金的虧錢事件。

## 開發及發行
1998年郭祥昊在北京邮电大学博士畢業後，到國企從事人工智能的研究，在工作閒暇期間使用C++創作《北京浮生記》。遊戲內容不少源於郭祥昊自身的經歷，在開發過程中，他參考了《大航海时代》《High Seas Trader》和《模拟城市》，其中遊戲內的新聞事件風格受到《模拟城市》的影響。郭祥昊對遊戲的定位是「C++写的文学作品」，開發的動力是「反映自己熟悉的生活，反映外地人在北京的故事」，期間並沒有考慮將遊戲商業化，更多是考慮如何讓遊戲更好玩。遊戲的所有開發工作由郭祥昊負責，因為缺乏美術，所以遊戲的用户界面設計十分簡陋，遊戲內的數值平衡進行了多次的調整，有時郭祥昊還需要熬夜進行開發工作。
2001年2月遊戲的1.0.3版本正式發佈，當月登上新浪网迷你游戏下载排行榜第三位，遊戲發佈數個月後就擁有20萬個用戶。遊戲流行之後，北京高校的微机实验室的電腦大多有安裝這個遊戲，2012年郭祥昊將遊戲以GPLv2在GitHub開源，一些開發者就以遊戲為藍本開發類似作品，如《湘潭浮生记》《买房记》等。到2012年媒體估計遊戲的各種改版和移植版本的下載量超過2000萬。

## 評價
南京師範大學講師孔德罡在《第六聲》摘文表示《北京浮生記》是中國現實題材生存模擬器的起點。17173网評價遊戲具有時代特色，「就像是一部照相机，把那个年代一些特有的风景记录下来，让我们在18年后的今天依然还能看到」。《家用电脑与游戏》的編輯大狗認為遊戲的流行與遊戲性沒有直接的關係，遊戲的魅力更多是源於對現實的描述。觸樂的編輯祝思齐認為從《北京浮生记》一類的作品能「体会一种文化概念和群体印象」，還帶來「超越时间的共鸣」。

## 外部連結
- 官方网站